# Stefano Bicini
Stefano Bicini (Perugia, 7 dicembre 1957 – Vienna, 28 ottobre 2003) è stato un artista italiano.

## Biografia
Studia all'Accademia di Belle Arti di Perugia e nel 1980 si trasferisce a New York. Il suo lavoro viene apprezzato da Henry Geldzahler, assessore alla cultura del sindaco Koch, scopritore di Jean-Michel Basquiat e amico di David Hockney, che in più occasioni lo invita ad esporre. 
Sue mostre vengono allestite in spazi d'arte di grande qualità, riscuotendo ampio consenso di critica e pubblico. Durante la sua lunga permanenza negli Stati Uniti, Bicini incontra e instaura rapporti di amicizia con musicisti, attori, artisti come Joseph Kosuth, Louise Nevelson, Jasper Johns che mostrano grande interesse per il suo lavoro.
Dopo un periodo di quasi 20 anni trascorso negli Stati Uniti, rientra in Europa, dividendosi tra il capoluogo umbro e le città di Bologna, Pescara, Amsterdam e, in ultimo, Vienna.
Suo è il manifesto di Umbria Jazz Winter del 1997.
A Vienna la sua ultima personale dal titolo “The thin red line” si è svolta a partire dal mese di luglio 2003 alla Hofburg OSCE Segmentgalerie, cui ha fatto seguito un'altra importante personale presso l'Istituto Italiano di Cultura. Per omaggio all'artista, scomparso all'improvviso il 28 ottobre 2003, l'Istituto Italiano di Cultura di Vienna ha prolungato la mostra fino al giugno 2004.

## Eredità
Nel primo anniversario della sua scomparsa si è costituita l’Associazione Culturale Stefano Bicini, promossa da collezionisti, critici, storici dell'arte, letterati, estimatori e amici. Nel 2005, a Perugia, per l'anniversario della sua nascita (16 marzo) gli vengono dedicate varie manifestazioni. 
Viene allestita una grande mostra presso il Centro per l'Arte Contemporanea Trebisonda, e presentato presso il Palazzo della Provincia di Perugia il libro d'artista “Kite" portfolio di nove opere grafiche accompagnate dalle poesie dell'amica Anna Maria Farabbi, edito dallo Studio Calcografico Urbino di Pescara.
A novembre dello stesso anno si organizza un'altra manifestazione a Orvieto all'interno di “Venti Ascensionali“, con una mostra presso la galleria Zerotre e una performance multimediale in forma di concerto. Di questa manifestazione è stato realizzato un dvd.
Nel 2006 Anna Maria Farabbi scrive le poesie per “Segni”, cartella di sei incisioni realizzate dall'artista prima della sua scomparsa, edita postuma dallo Studio Calcografico Urbino di Pescara.
Nell'agosto 2007 una sua opera viene esposta a Spello nel Complesso di Villa Fidelia all'interno dell'evento “Terra dei Maestri”. Sempre nel 2007 viene realizzata con un suo disegno la copertina de “La Magnifica Bestia”, raccolta di poesie di Anna Maria Farabbi, edita bilingue in italiano e tedesco dalla TravenBooks e Alphabeta.
Nel dicembre 2007 esce la pubblicazione “Segni” in formato editoriale, che riporta le incisioni della cartella omonima dell'artista e le poesie di Anna Maria Farabbi, nella collana “Segni e Segni” dello Studio Calcografico Urbino di Pescara, a cura di Marina Giordani.
Tra i critici che si sono occupati del suo lavoro Horst Brandenburg, Marinella Caputo, Bruno Corà, Emidio De Albentiis, Robert W. Duffy, Henry Geldzahler, Walter Guadagnini, Enrico Mascelloni, Maria Sensi, Julia Szabo, Caterina Zappia.
Sue opere sono presenti in collezioni pubbliche e private, tra cui il Museo Carandente, Palazzo Collicola - Arti visive di Spoleto, il Centro per l'Arte Contemporanea “Rocca” di Umbertide, il Centro per l'arte contemporanea Luigi Pecci di Prato, l'Istituto Italiano di Cultura a Vienna, la sede centrale APTR Regione Abruzzo di Pescara, Liceo Scientifico Statale “G. Marconi” di Pesaro, Collezione Villa Panza a Varese.
Nel 2012 l'Associazione Culturale Stefano Bicini ha promosso la pubblicazione “Stefano Bicini 1957 – 2003”, intesa quale contributo al catalogo sistematico dell'artista.

## Premi e riconoscimenti
- Premio Edward Albee Foundation (1990)
- Premio Pollock-Krasner Foundation (1992)